# CANDU-Reaktor
| 1 | Brennelement                                           | 8  | Brennelement-Wechselmaschine        |
| 2 | Moderatortank (Calandria) (drucklos)                   | 9  | Schweres Wasser als Moderator       |
| 3 | Steuerstäbe                                            | 10 | Druckröhre                          |
| 4 | Schwerwasserreservoir für Primärkreislauf              | 11 | Dampf des Sekundärkreislaufes       |
| 5 | Dampferzeuger                                          | 12 | Kaltwasserrückfluss von der Turbine |
| 6 | Zirkulationspumpe für Sekundärkreislauf (Leichtwasser) | 13 | Containment                         |
| 7 | Zirkulationspumpe für Primärkreislauf                  |    |                                     |

Schema eines CANDU-Reaktors

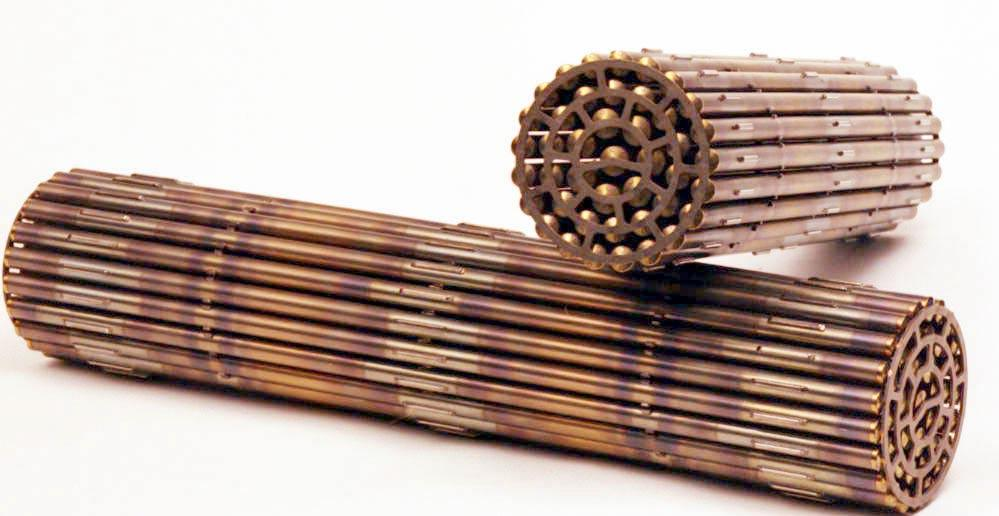
Brennelemente eines CANDU-Reaktors

Der CANDU-Reaktor (CANada Deuterium Uranium) ist ein Schwerwasserreaktor-Typ, der von dem kanadischen Unternehmen Atomic Energy of Canada Limited entwickelt wurde. Er ist weltweit im Einsatz und insbesondere in Kanada, aber auch in einigen Exportmärkten wie Rumänien oder Argentinien Kern der dortigen Reaktorflotten.

## Merkmale
Wesentliche Merkmale sind:
- die Moderation mit schwerem Wasser (D2O), die die Verwendung von Natururan als Brennstoff ermöglicht. Der CANDU-Reaktor kann also als Natururanreaktor betrieben werden. Als Kühlmedium wird in den bestehenden Anlagen ebenfalls Schwerwasser verwendet,[1][2] aber grundsätzlich kann auch Leichtwasser eingesetzt werden;[3]
- die Bauweise als Druckröhrenreaktor. Sie erleichtert technisch den Bau solcher Reaktoren und erlaubt zugleich eine relativ einfache Gewinnung von  Waffenplutonium, da im laufenden Betrieb Brennstoff zugegeben und entnommen werden kann.

Zusammen machen diese Merkmale den Reaktortyp besonders interessant für Schwellen- und Entwicklungsländer, ergeben damit aber auch ein erhöhtes Risiko der Weiterverbreitung von Kernwaffen.
CANDU-Reaktoren sind enorm flexibel, was die Wahl des Brennstoffes angeht. Sowohl Uran als auch MOX-Brennelemente sind möglich, aber auch die Verwendung von Mischungen mit Thorium, sei es auf Uran- oder Plutoniumbasis. Mittels des seit den 1990er Jahren erprobten DUPIC-Verfahrens können CANDUs sogar abgebrannten Brennstoff aus Leichtwasserreaktoren verwerten.
Neben ihrer Funktion der Stromerzeugung dienen CANDUs auch der Erzeugung medizinischer und technischer Radionuklide, hier insbesondere Cobalt-60.

## Technische Beschreibung
Im Unterschied zu einem normalen Leichtwasserreaktor besitzt ein Druckröhrenreaktor getrennte Moderator- und Kühlmittelkreisläufe. Der Moderator D2O wird im CANDU praktisch drucklos und bei niedrigen Temperaturen (etwa 70 °C) eingesetzt, was zur besseren Moderation beiträgt. Schweres Wasser als Moderator ermöglicht die Verwendung von Natururan oder nur leicht angereichertem Uran (etwa 2 %) als Brennstoff, weil die Neutronen in schwerem Wasser in geringerem Maße absorbiert werden als in normalem Wasser. Die Urandioxid-Brennstofftabletten befinden sich in einer Zirkalloy-Brennstabhülle.
Durch den Moderatortank verlaufen horizontale Druckrohre, in denen sich die Brennstabbündel (Brennelemente) befinden. Diese sind etwa 1 m lang und haben einen kreisförmigen Querschnitt. In jedem Druckrohr sind mehrere Bündel hintereinander angeordnet. Das unter Druck stehende Kühlmittel wird beim Umströmen der Brennelemente erwärmt und gibt die Wärme im Dampferzeuger an ein mit normalem (leichtem) Wasser arbeitendes Wasser-Dampf-System zur Stromerzeugung ab.
Die Brennelemente können einzeln während des laufenden Betriebes gewechselt werden, wenn das betreffende Druckrohr durch Schließen von Ventilen vom Kühlkreislauf getrennt wird. Eine Abschaltung des Reaktors zum Brennelementwechsel, wie z. B. bei Leichtwasserreaktoren, ist nicht erforderlich. Dies macht es grundsätzlich möglich, bei laufender Stromerzeugung Brennelemente schon nach kurzer Verweildauer auszuwechseln und daraus relativ reines, auch für Kernwaffen geeignetes Plutonium-239 zu gewinnen.
Im Jahr 2010 wurden in China erstmals Versuche begonnen, abgebrannten Brennstoff aus normalen Leichtwasserreaktoren in CANDU-Reaktoren wiederzuverwenden. Dazu wird der alte Brennstoff, welcher immer noch ausreichend 235U enthält, mit abgereichertem Uran verschnitten, um Brennstoff herzustellen, der Natururan entspricht. Die Versuche finden im Reaktor Qinshan 3-1 unter Mitarbeit des kanadischen CANDU-Entwicklers Atomic Energy of Canada Ltd. (AECL) statt.

## Verbreitung
Der Reaktortyp wird in vielen Ländern eingesetzt, vor allem in Kanada (insgesamt 22 Reaktoren, davon 17 in Betrieb) und Indien (12 Reaktoren in Betrieb, 6 im Bau). Weitere CANDU-Reaktoren werden in Argentinien (1 Reaktor), China (2 Reaktoren), Pakistan (1 Reaktor), Rumänien (2 Reaktoren) und Südkorea (3 Reaktoren) betrieben.
Indien wurde am Anfang seines zivilen Atomprogramms von den USA mit den beiden Leichtwasser-KKW von Tarapur beliefert. Später verhängten die USA jedoch einen totalen Lieferstopp, da ihnen Indien militärisch zu wenig vertrauenswürdig erschien. Kanada sprang aus kommerziellen Interessen mit den CANDU-Reaktoren in die Lücke. Es wurde eine Vereinbarung geschlossen, welche die rein zivile Verwendung vorschrieb. Diese wurde jedoch von Indien gebrochen; das Land baute mit CANDU-Know-how und -Technologie sein Kernwaffen-Arsenal auf.

## Advanced CANDU Reactor
Der Advanced CANDU Reactor (kurz ACR) ist eine Weiterentwicklung der CANDU-Reaktoren.  Er nutzt als Moderator ebenfalls schweres Wasser, aber als Kühlmittel gewöhnliches Wasser (Leichtwasser) und als Brennstoff schwach angereichertes Uran (1 bis 2 % 235U). Er ist für eine elektrische Leistung von 1200 MW ausgelegt. Die Konstruktion wurde in die Reaktorgeneration III+ eingestuft, ist also im Hinblick auf Sicherheit vergleichbar mit z. B. Reaktoren vom Typ EPR. Gebaut wurde ein ACR bisher noch nicht (Stand: August 2017).
Als Verbesserungen gegenüber den älteren CANDU-Reaktoren werden unter anderem genannt:
- neu konstruiertes Brennelement mit Brennstäben von zwei verschiedenen Durchmessern, dadurch gleichmäßigere Leistungsverteilung,
- 50 % höhere Leistung bei gleicher Größe des Reaktorkerns,
- höherer  Abbrand, so dass weniger gebrauchter Kernbrennstoff anfällt,
- negativer Dampfblasenkoeffizient, erreicht durch im Brennelement eingebaute Neutronenabsorber,
- verbesserter thermischer Wirkungsgrad durch höhere Arbeitstemperatur und höheren Dampfdruck an der Turbine,
- zwei voneinander unabhängige Notabschaltsysteme,
- Containment aus Spannbeton von 1,8 m Wandstärke mit Stahlauskleidung.